# Arrumbar

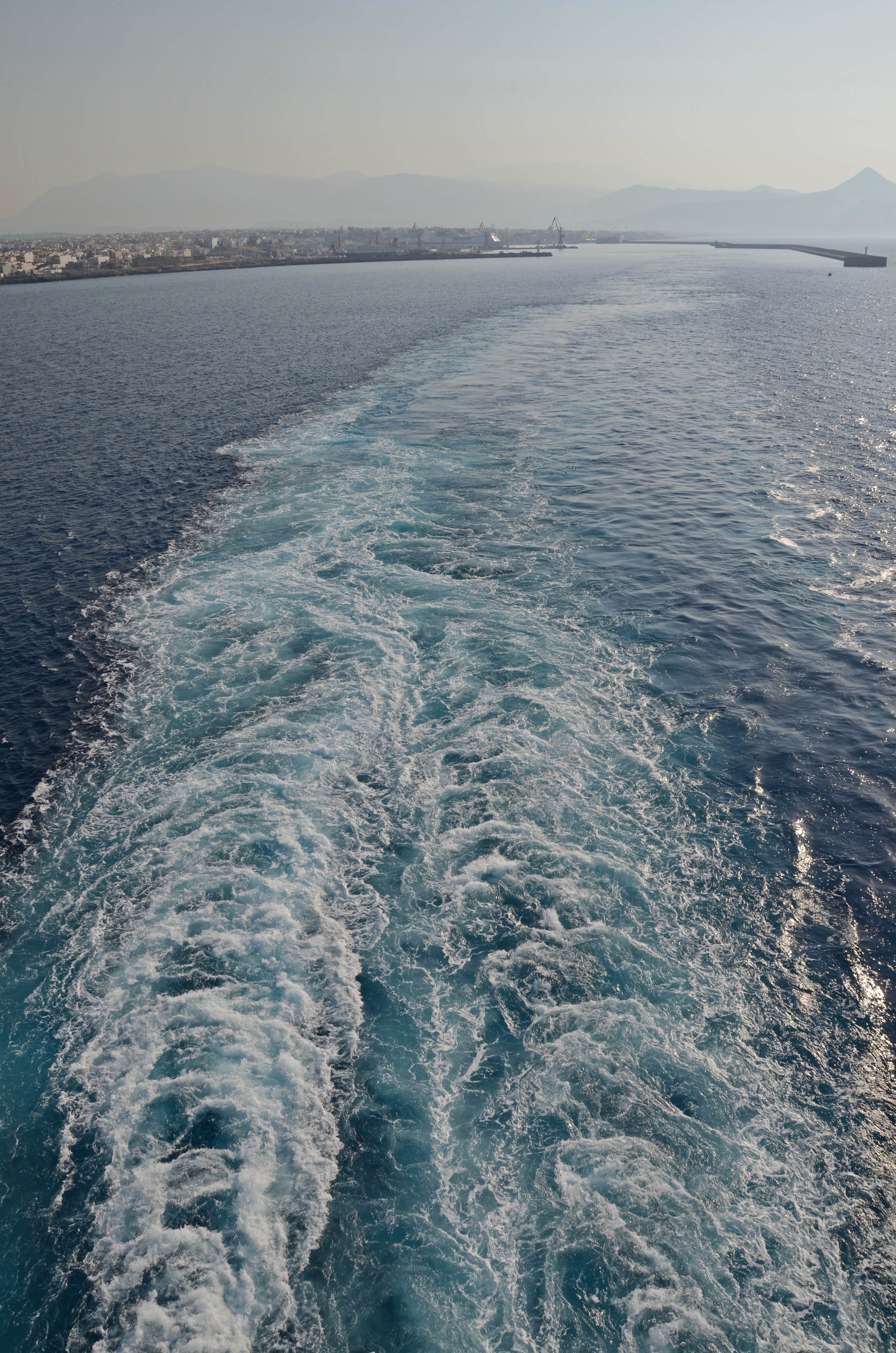

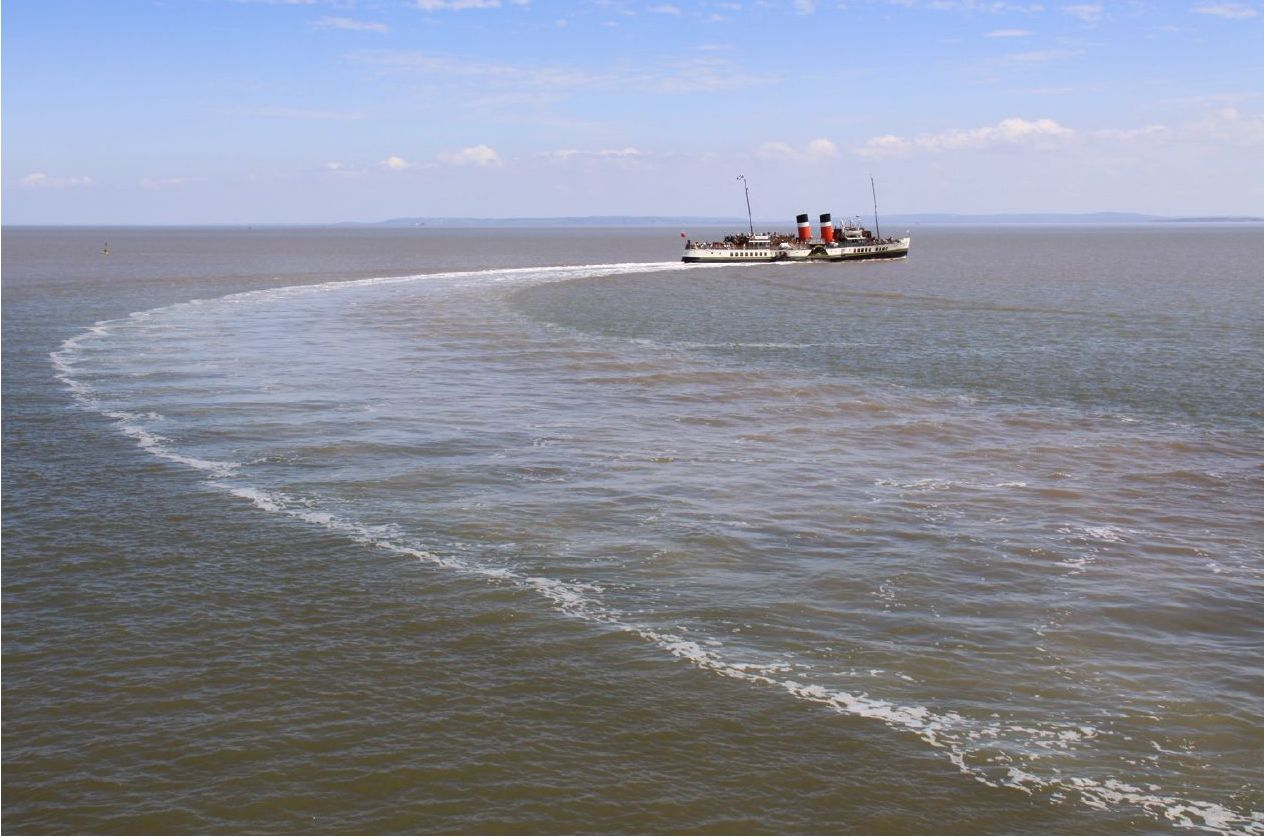

En nàutica, arrumbar és la maniobra de governar una embarcació canviant la seva orientació per a que segueixi un rumb determinat. Per exemple: “arrumbar cap a l’oest”, “la nau arrumbà al sud”.

## Efectes
Si un vaixell es desplaça en línia recta, el seu deixant serà recte (encara que potser formant un angle amb l'eix longitudinal del vaixell). L’acció d’arrumbar implica un canvi de rumb que es pot observar en el deixant. Idealment, després d’un arrumbament, el deixant estarà format per dos trams rectes enllaçats per una corba.